# Statue du Pape Gerbert
La statue du Pape Gerbert est une statue située en France sur la commune d'Aurillac (Cantal), en région Auvergne-Rhône-Alpes.

## Localisation
Le monument se trouve cours Monthyon.

## Historique
Érigée en 1851, la statue du pape Gerbert, devenu Sylvestre II, commémore ce pape d’origine auvergnate, considéré comme un des plus grands savants du Xe siècle. L’œuvre est due au sculpteur David d’Angers,.

### Protection
La statue est inscrite au titre des monuments historiques par arrêté du 30 avril 1946.

## Description
La statue en bronze, haute de 3,70 m, représente le pape en habits pontificaux. Le socle en granit est orné de trois bas-reliefs illustrant des épisodes symboliques de sa vie.